# عبد الله عبده
عبد الله عبد الوهاب عبده (مواليد 8 يونيو 1996) هو لاعب كرة قدم قطري لعب سابقاً مع نادي الغرافة في دوري نجوم قطر كحارس مرمى .

## روابط خارجية
- عبد الله عبده على موقع قاعدة بيانات كرة القدم.إي يو (الإنجليزية)
- عبد الله عبده على موقع Soccerway.com (الإنجليزية)